# Panoramabahn

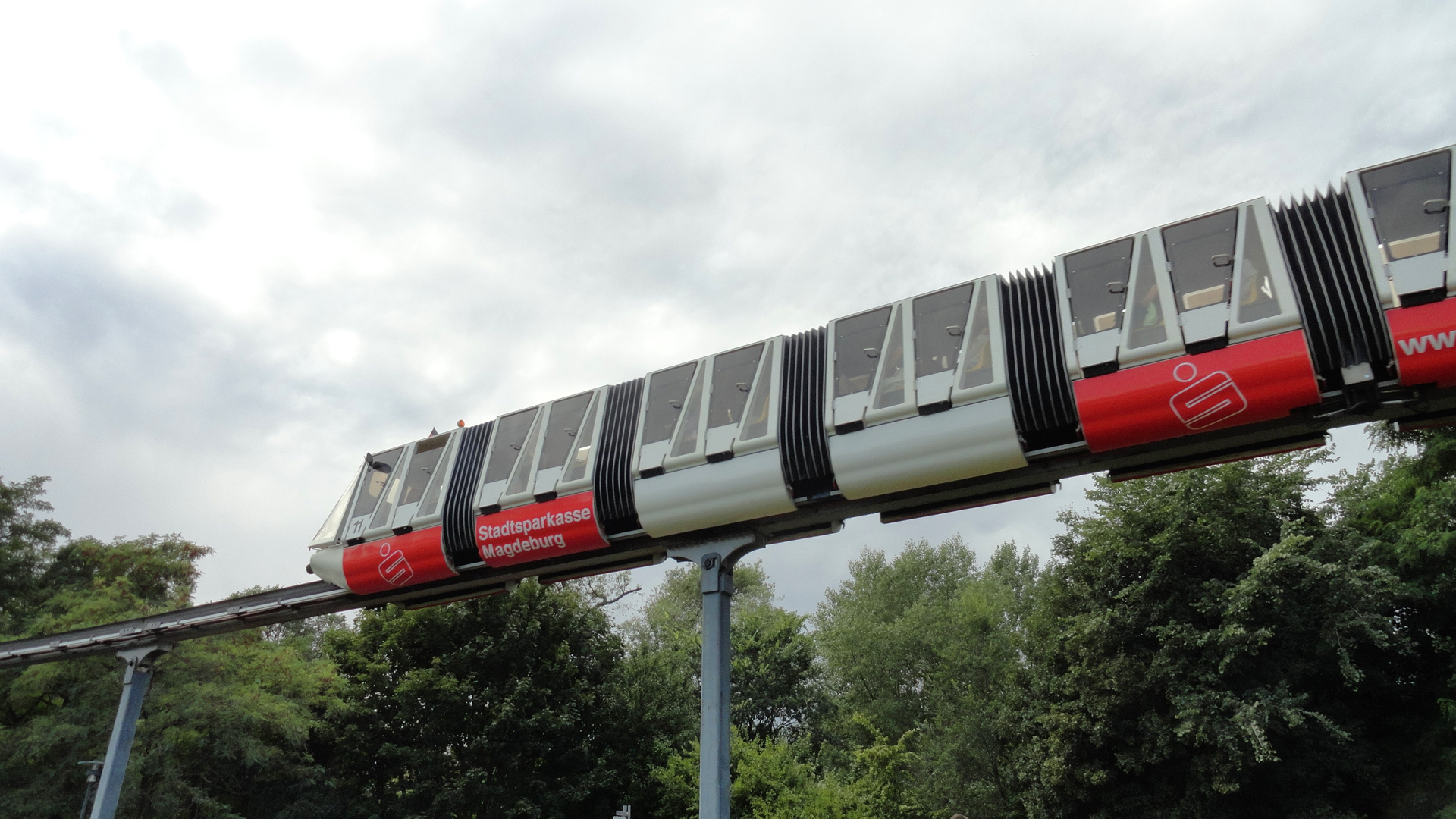
Die Panoramabahn 2014

Die Panoramabahn war eine elektrisch betriebene Einschienenbahn, die von 1999 bis 2014 im Elbauenpark in Magdeburg verkehrte. Vorher war die Anlage in Stuttgart (1993/94) und Gelsenkirchen (1997) im Einsatz.

## Anlage
Die aufgeständerte Einschienenbahn bewältigte maximale Steigungen und Gefälle von 20 Prozent. Sie wurde an ihren Standorten mit verschiedenen Streckenlängen aufgebaut.

### IGA in Stuttgart

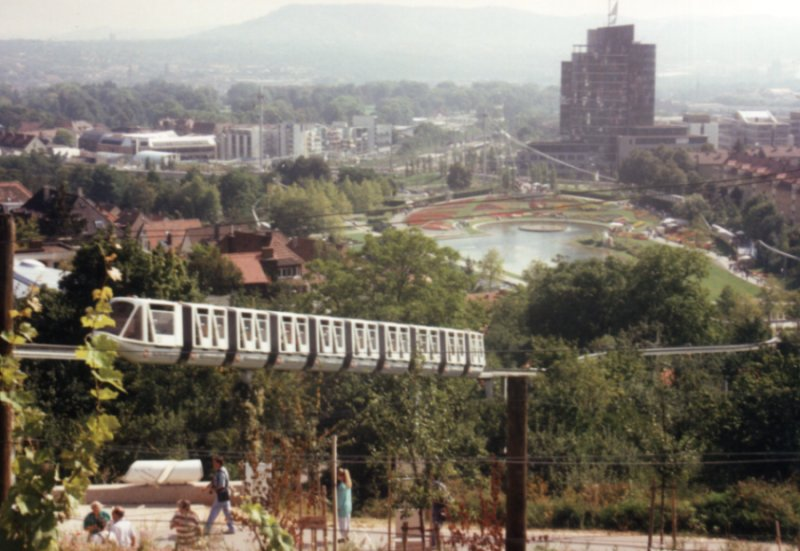
Die Panoramabahn der IGA 93 bei einer Talfahrt vom Killesberg, Stuttgart

Für die Internationale Gartenbauausstellung 1993 in Stuttgart wurde die Bahn mit einem 4,6 Kilometer langen Rundkurs erstmals errichtet. Sie verband den Höhenpark Killesberg mit den tiefer liegenden Teilen des Gartenschaugeländes. Die Streckenführung überwand dabei größere Steigungen und verließ streckenweise das Ausstellungsgelände. Es wurden fünf Haltestellen eingerichtet: Rosensteinpark, Wartberg, Messe, Höhenpark Killesberg und Leibfriedscher Garten. Der Betriebshof der Panoramabahn befand sich auf einer kleinen Freifläche in der Ehmannstrasse (Nähe Bahnhof Stuttgart Nord/Naturkundemuseum). Die Panoramabahn war eine Hauptattraktion der IGA. 1994 wurde sie durch den Hersteller wie zuvor vertraglich vereinbart zurückgekauft und demontiert.

### Gelsenkirchen
Für die Bundesgartenschau 1997 im Gelsenkirchener Nordsternpark wurde die Panoramabahn ein zweites Mal auf- und anschließend wieder abgebaut.

### Magdeburg
Seit der Bundesgartenschau 1999 befuhr die Bahn einen etwa 3 km langen Rundkurs im Magdeburger Elbauenpark. Der technische Zustand nach 15 Jahren dort erforderte eine Generalüberholung, die mit etwa zwei Millionen Euro veranschlagt wurde. Der Stadtrat von Magdeburg beschloss deshalb am 12. Juni 2014 die Einstellung des Betriebs zum 31. Oktober 2014. Gleichzeitig suchte er nach einem Interessenten, der bereit sei, die Anlage zu übernehmen und die mit 500.000 Euro veranschlagten Abbaukosten zu tragen. Am 20. November 2014 wurden die vier verbliebenen und an Intamin verkauften Züge abtransportiert. Abbau und Verschrottung der Strecke erfolgten Anfang 2015.